# Dean Parisot
Dean Parisot (Wilton, Fairfield megye, 1952. július 6. –) Oscar-díjas amerikai film- és televíziós rendező.

## Élete és pályafutása
Parisot a Connecticut állambeli Wiltonban született Ellen James (születési nevén Lewis) festőművész és rajztanár, valamint Aldo Parisot brazil származású, közismert csellista és pedagógus gyermekeként.  A New York Egyetem Tisch School of the Arts-on szerzett végzettséget.
1988-ban elnyerte a legjobb élőszereplős rövidfilmnek járó Oscar-díjat a The Appointments of Dennis Jennings című filmért, amelynek társírója és főszereplője Steven Wright humorista volt, akivel közösen kapta a díjat.
2012-ben szerződtették a Bill és Ted-franchise harmadik részének rendezésére. A Bill és Ted – Arccal a zenébe című film 2020. augusztus 28-án került a mozikba.
Sally Menke vágó házastársa volt, felesége 2010-ben bekövetkezett haláláig, két gyermekük született.

## Filmográfia
- The Appointments of Dennis Jennings (1988)
- Hamisító a pácban (1990)
- Miért éppen Alaszka? (1992-1993)
- Jogában áll hallgatni (1995)
- Vészhelyzet (1995)
- Ennivaló a csaj (1998)
- Doktorok (1998)
- Galaxy Quest – Galaktitkos küldetés (1999)
- A.T.F (1999)
- A meló (2001)
- Félig üres (2001)
- Monk – A flúgos nyomozó (2002-2009)
- Dick és Jane trükkjei (2005)
- See kate run (2009)
- Mély vízben (2010)
- A férjem védelmében 2010-2011)
- Modern család (2011)
- A törvény embere 2012-2015)
- RED 2. (2013)
- Halálos szerelem (2013)
- Grace és Frankie (2015-2016)
- Never Surrender: A Galaxy Quest Documentary
- Dél-kaliforniai diéta (2017)
- Cseles csajok (2018)
- Bill és Ted – Arccal a zenébe (2020)